# Metachrostis velocior
Metachrostis velocior är en fjärilsart som beskrevs av Otto Staudinger 1892. Metachrostis velocior ingår i släktet Metachrostis och familjen nattflyn. Inga underarter finns listade i Catalogue of Life.